# Gary Chapman
Gary Arthur Chapman (Brighton-Le-Sands, 17 settembre 1937 – Little Bay, 23 settembre 1978) è stato un nuotatore australiano.
Specializzato nello stile libero, ha vinto la medaglia di bronzo nei 100 m sl alle olimpiadi di Melbourne 1956.
È stato primatista mondiale della staffetta 4x200 m sl.

## Palmarès
- Olimpiadi

Melbourne 1956: bronzo nei 100 m sl.